# Bekka
Bekka war eine französische Automarke.

## Unternehmensgeschichte
Das Unternehmen Barclay & Knudsen aus Paris begann 1906 oder 1907 mit der Produktion von Automobilen. Der Markenname Bekka ist von den Anfangsbuchstaben der Namen der beiden Inhaber abgeleitet. 1907 endete die Produktion.

## Fahrzeuge
Das Unternehmen stellte die Modelle 12/16 CV und 18/24 CV her. Beide Modelle waren mit Vierzylindermotoren und Kettenantrieb ausgestattet.